# Jessica Foxová
Jessica Esther Foxová (* 11. června 1994 Marseille, Francie) je australská vodní slalomářka, kanoistka a kajakářka závodící v kategoriích K1, C1 a KX-1. Na tokijských Letních olympijských hrách 2020 vyhrála nově zařazený závod kanoistek ve vodním slalomu C1 a třetí dojela v kajakářském slalomu K1. V této kategorii navázala na stříbro z londýnské olympiády 2012 a bronz z Her XXXI. olympiády v Riu de Janeiru. V Tokiu se tak stala historicky první vodní slalomářkou, která na olympijských hrách vybojovala tři medaile z individuálních závodů. Na LOH 2024 poprvé zvítězila i na kajaku a zopakovala své vítězství na kánoi.
Ve vodním slalomu opakovaně vyhrála mistrovství světa, jak na kánoi, tak na kajaku.

## Sportovní kariéra
V kanoistické kategorii C1 vyhrála závod na Letních olympijských hrách 2020 v Tokiu a LOH 2024 v Paříži. Na MS 2013 vyhrála individuální závod C1 a pomohla vybojovat australskému družstvu zlato v závodě hlídek C1. V sezóně 2013 rovněž zvítězila v celkovém hodnocení Světového poháru v kategorii C1. Z MS 2014 si přivezla zlatou medaili z individuálního závodu C1. Na MS 2015 podruhé získala zlaté medaile z individuálního i týmového závodu, na MS 2018 triumfovala v individuálním závodu. V letech 2015 a 2017 zopakovala celková vítězství ve Světovém poháru v závodech kanoistek.
Jako kajakářka vyhrála závod K1 na Letních olympijských hrách mládeže 2010, získala stříbro v závodě K1 na Letních olympijských hrách 2012 v Londýně, bronz na LOH v Riu 2016 a LOH v Tokiu 2020 a zvítězila na LOH 2024 v Paříži. Na pařížských hrách se rovněž zúčastnila olympijské premiéry kajak krosu, v němž vypadla v rozjížďkách. Na MS 2014, 2017, 2018 a 2023 vyhrála individuální závody K1.

## Soukromý život
Narodila se roku 1994 v Marseille a žije ve vnitrozemském Penrithu, ležícím na území Nového Jižního Walesu. Její rodiče, Brit Richard Fox a Francouzka Myriam Foxová-Jérusalmiová jsou několikanásobnými mistry světa ve vodním slalomu, Myriam je též bronzovou medailistkou z Letních olympijských her 1996. Otec působil jako druhý viceprezident Mezinárodní kanoistické federace. Jessica Foxová je bilingvální. Mladší sestra Noemie Foxová je také vodní slalomářkou, rovněž jako teta Rachel Crosbeeová.

## Galerie

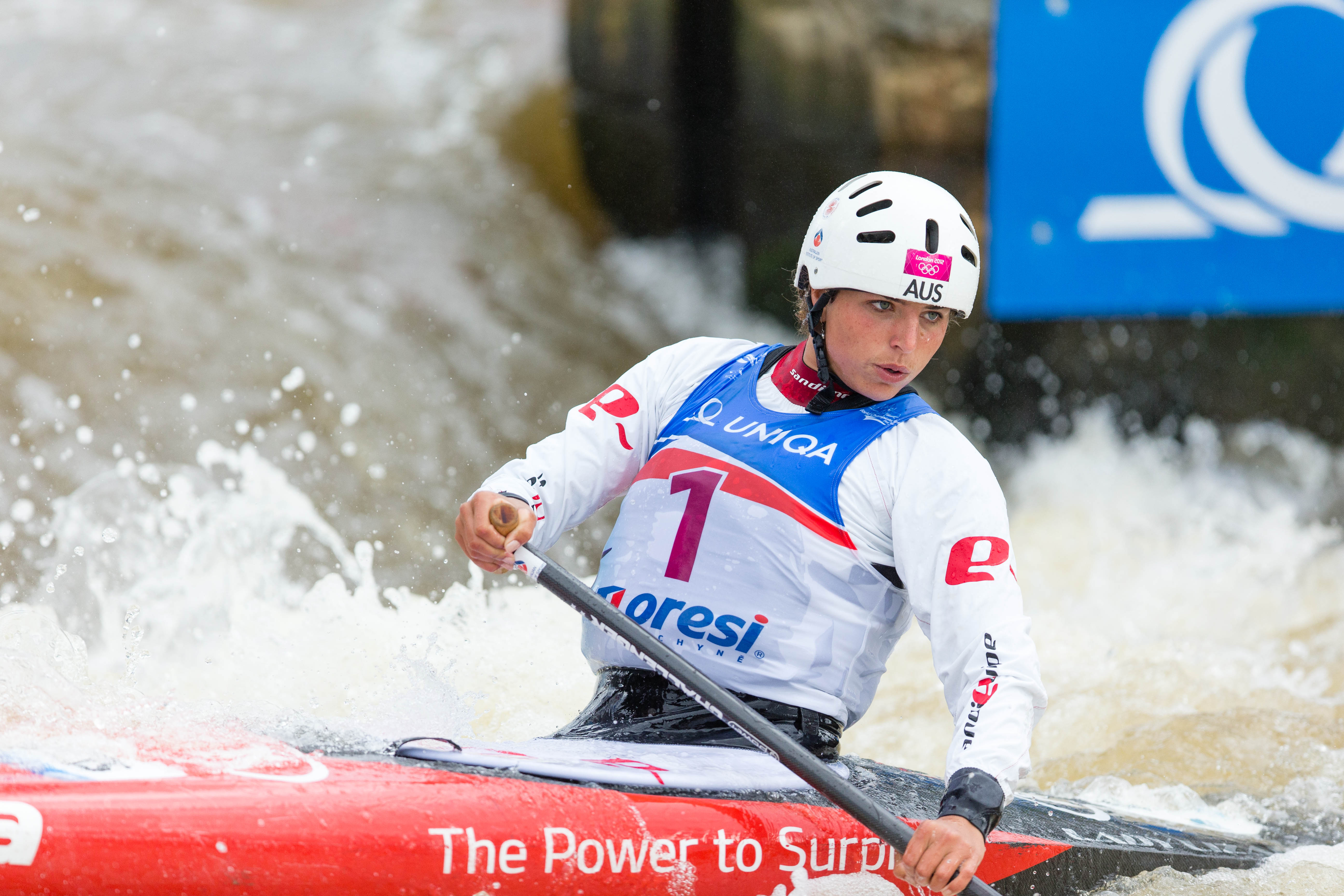
Na Mistrovství světa 2013 v Praze
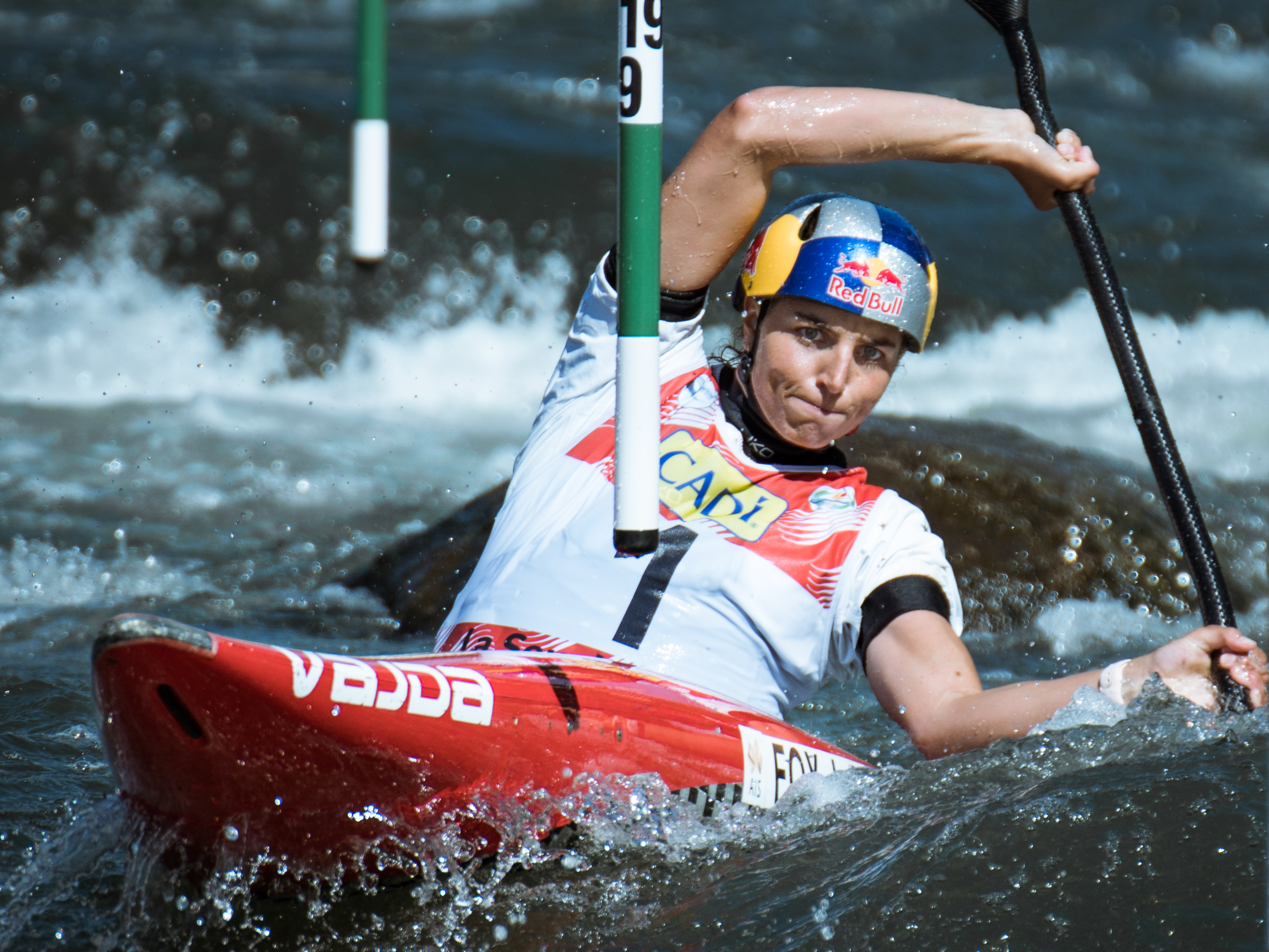
Na Mistrovství světa 2019 v La Seu d'Urgellu
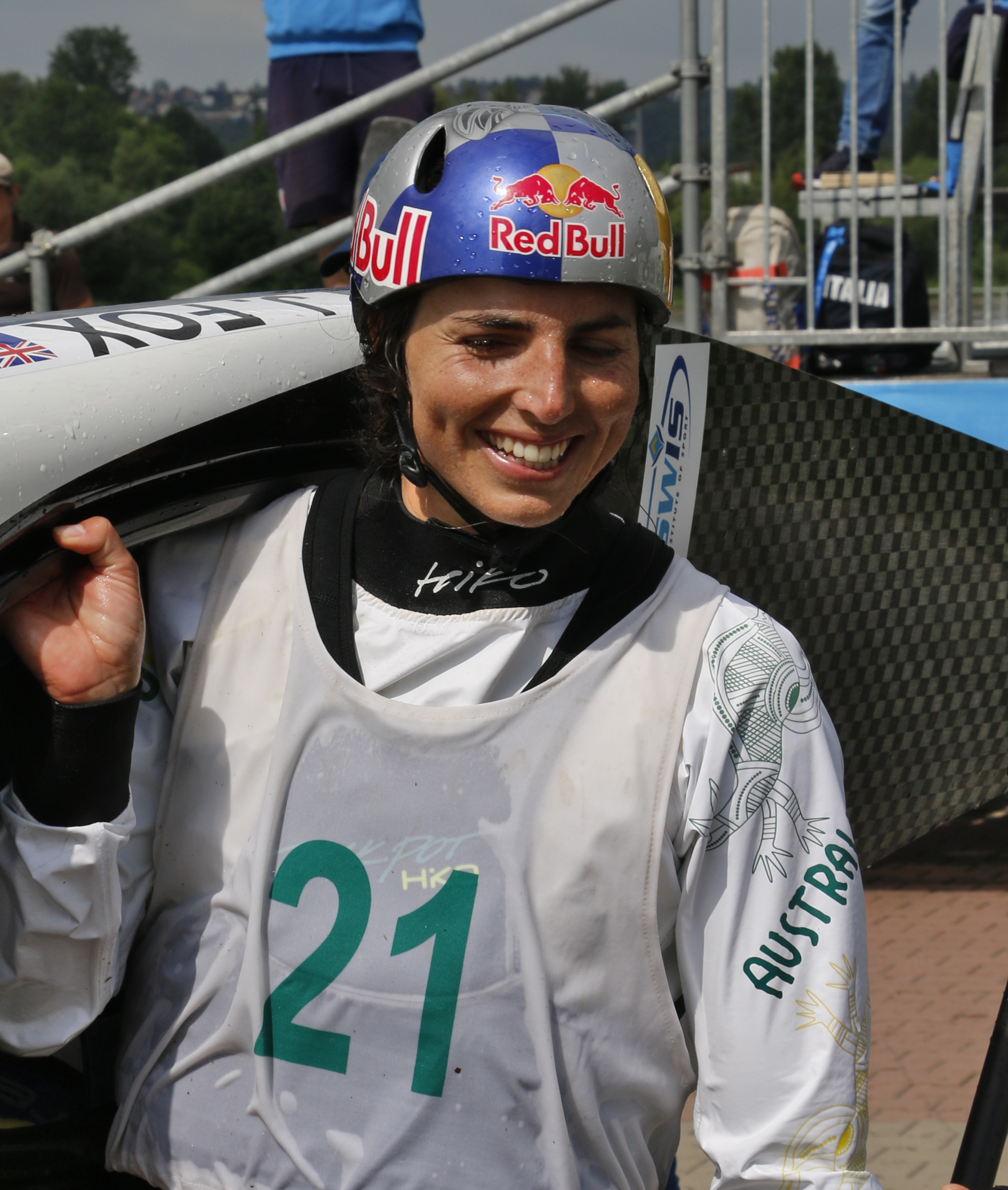
Na závodech Světového poháru v Praze-Troji  2024